# Політехнік (спортивний комплекс)
«Політе́хнік» — спортивний комплекс у Кременчуці, який є частиною політехнічного спортивного комплексу та належать Кременчуцькому національному університету. Станом на 2011 рік регулярно ігри на стадіоні не проводяться.

## Історія
До 1999 року стадіон називався «Дніпро», як і сам клуб ФК «Кремінь».
До осені 2010 року був домашньою ареною «Кременя», але після побудови нового стадіону «Кремінь» перестав приймати домашні ігри клубу.